# 新中地山ダム
新中地山ダム（しんなかちやまダム）は、富山県富山市、常願寺川水系和田川に建設されたダム。高さ35メートルの重力式コンクリートダムで、北陸電力の発電用ダムである。同社の水力発電所・新中地山発電所に送水し、最大7万4,000キロワットの電力を発生する。

## 歴史
1956年（昭和31年）、北陸電力による常願寺川有峰発電計画 (JAP) に伴い、有峰ダムの下流にて新中地山ダムの建設工事が着手された。有峰ダムに貯えた水を和田川第二発電所（12万2,000キロワット）にて使用したのち、さらに新中地山発電所で再度使用する。新中地山ダムは、この2発電所をつなぐ中継地点としての役割を担うものである。新中地山発電所で使用した水は、和田川と並行する常願寺川の支流・小口川に建設された小俣ダムに放流され、逆調整される。
新中地山ダムは1959年（昭和34年）に完成、送水先の小俣ダムも1960年（昭和35年）に完成した。新中地山発電所には2台の水車発電機が設置され、最大出力7万3,000キロワットで運転を開始。2006年（平成18年）には老朽化した発電用水車（フランシス水車）の更新作業を、まず2号機について完了し、1号機についても2007年（平成19年）に完了した。これによって、合計1,000キロワットの出力増加を果たした。

## 周辺
亀谷料金所から有峰林道（有料道路）に入り、有峰ダムへと続く道の途中に新中地山ダムがある。ダム湖畔には和田川第二発電所があり、発電に使用した水をダム湖に放流している。送水先の新中地山発電所は小俣ダム湖畔にあり、小口川ダム上流の堰より取水して発電する小口川第一発電所（3,200キロワット）と建物を共有している。小俣ダムの先には水須料金所があり、こちらからも有峰林道に進入できる。ただし、現在は災害のため通行止めである。
なお、新中地山ダム直下には和田川第一発電所（2万7,000キロワット）があり、和田川第二発電所とは発電所手前まで導水路を共有している。こちらで使用した水は新中地山ダムを経由せず、別ルートで河川を流下する。

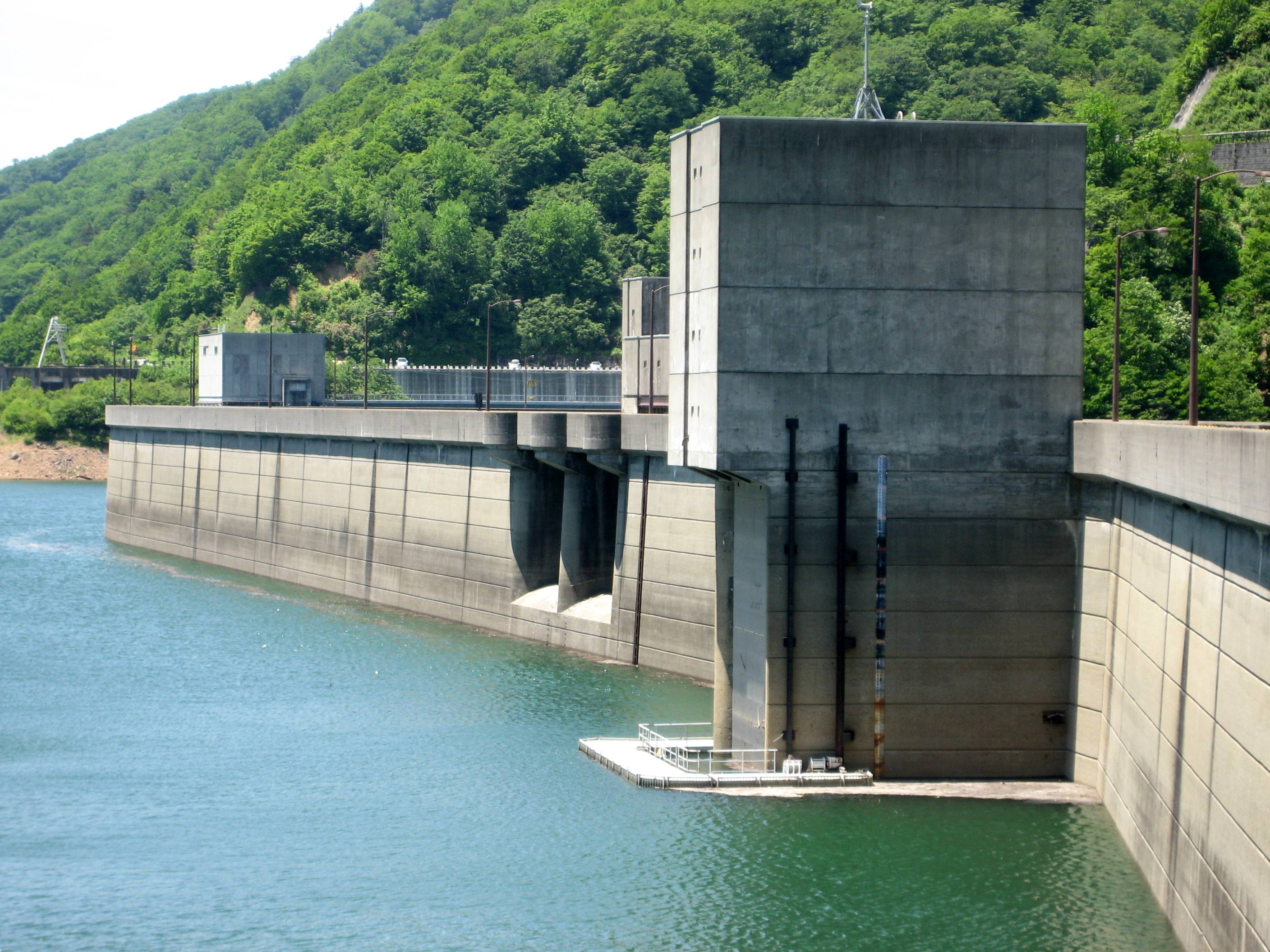
和田川第一・第二発電所取水口（有峰ダム）
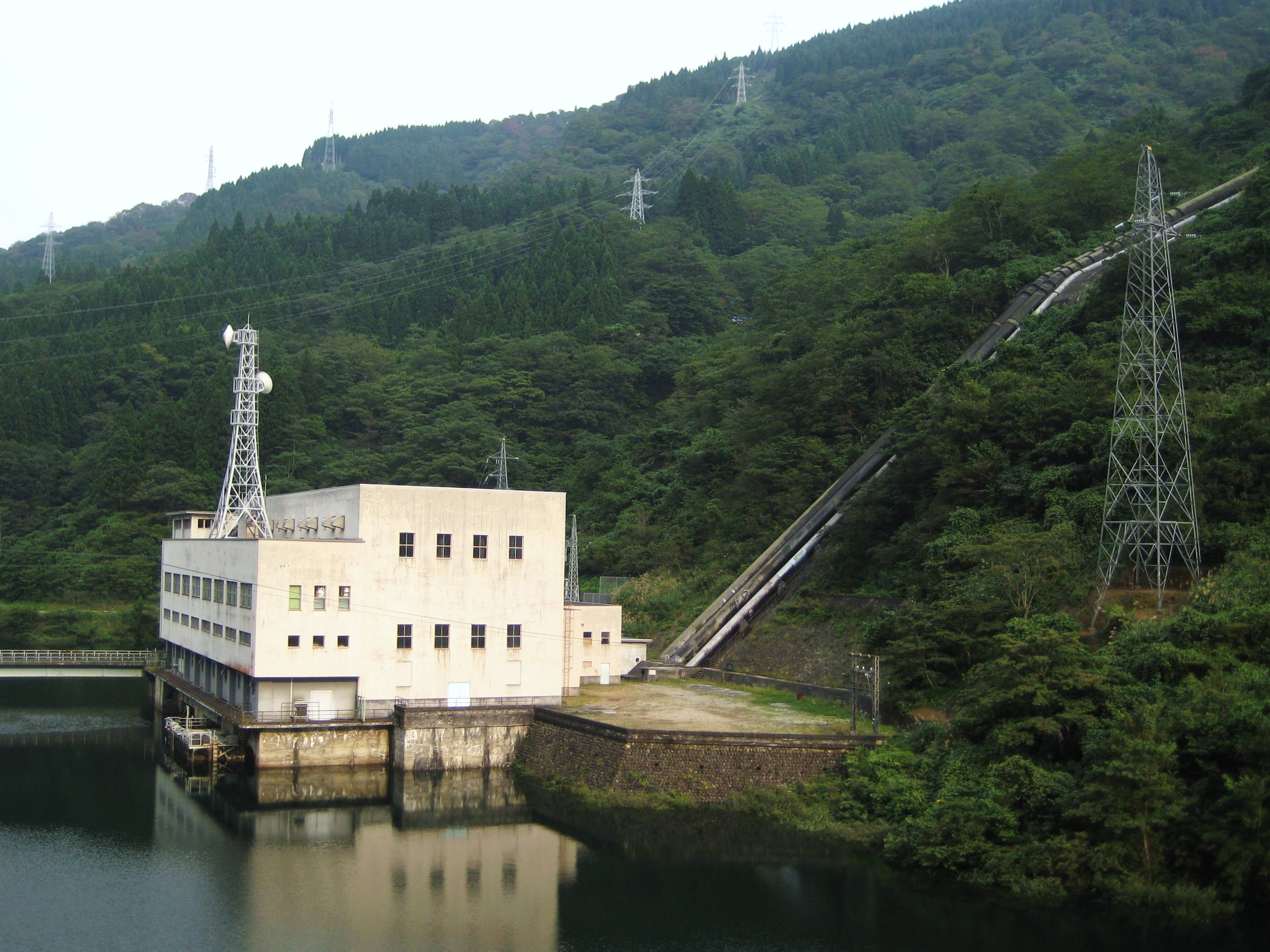
新中地山発電所
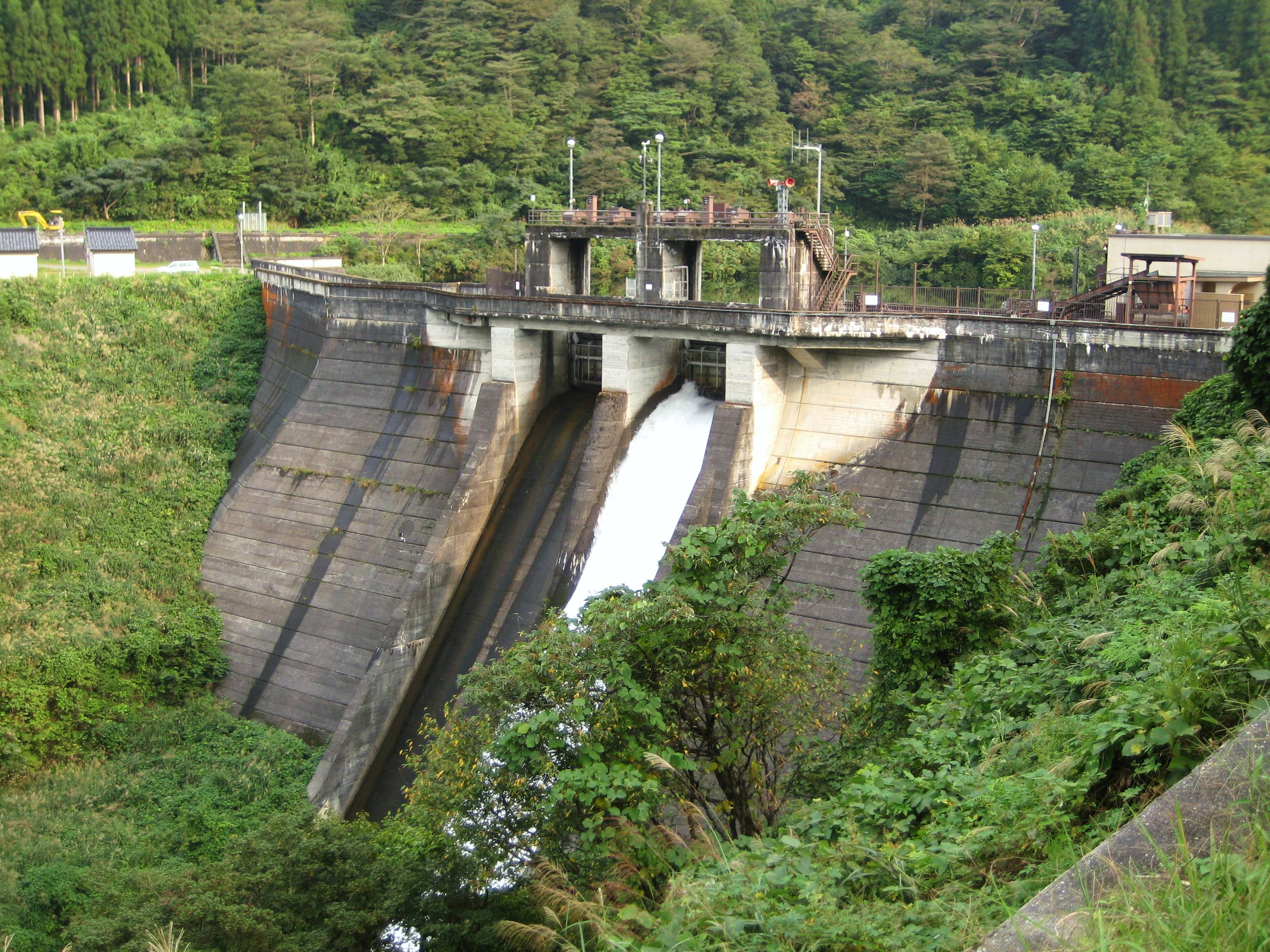
逆調整池・小俣ダム